# Olympische Sommerspiele 1956/Rudern – Einer
Der Ruder-Einer der Männer bei den Olympischen Sommerspielen 1956 wurde vom 23. bis 27. November auf dem Lake Wendouree in der australischen Stadt Ballarat, Victoria ausgetragen.

## Ergebnisse

### Viertelfinale
Das Viertelfinale wurde am 23. November ausgetragen. Die beiden schnellsten Athleten jedes Laufs qualifizierten sich für das Halbfinale. Alle weiteren Athleten mussten in den Hoffnungslauf.

#### Viertelfinale 1
| Rang | Athlet              | Nation      | Zeit (min) |
| ---- | ------------------- | ----------- | ---------- |
| 1    | Wjatscheslaw Iwanow | Sowjetunion | 7:26,1     |
| 2    | Stuart MacKenzie    | Australien  | 7:28,8     |
| 3    | James Hill          | Neuseeland  | 7:30,1     |
| 4    | Ferdinand Rabeder   | Österreich  | 7:36,0     |

#### Viertelfinale 2
| Rang | Athlet                   | Nation       | Zeit (min) |
| ---- | ------------------------ | ------------ | ---------- |
| 1    | Perica Vlašić            | Jugoslawien  | 7:31,3     |
| 2    | Klaus von Fersen         | Deutschland  | 7:34,4     |
| 3    | Stefano Martinoli        | Italien      | 7:36,5     |
| 4    | Nikolaos Chatzigiakoumis | Griechenland | 7:51,5     |

#### Viertelfinale 3
| Rang | Athlet               | Nation             | Zeit (min) |
| ---- | -------------------- | ------------------ | ---------- |
| 1    | John B. Kelly junior | Vereinigte Staaten | 7:24,8     |
| 2    | Teodor Kocerka       | Polen              | 7:28,1     |
| 3    | Tony Fox             | Großbritannien     | 7:36,7     |
| 4    | Jorge Roesler        | Mexiko             | 8:24,3     |

### Hoffnungslauf
Der Hoffnungslauf wurde am 24. November ausgetragen. Der Sieger eines jeden Laufs qualifizierte sich für das Halbfinale.

#### Hoffnungslauf 1
| Rang | Athlet                   | Nation       | Zeit (min) |
| ---- | ------------------------ | ------------ | ---------- |
| 1    | James Hill               | Neuseeland   | 8:29,9     |
| 2    | Nikolaos Chatzigiakoumis | Griechenland | 11:00,4    |
|      | Jorge Roesler            | Mexiko       | DNF        |

#### Hoffnungslauf 2
| Rang | Athlet            | Nation         | Zeit (min) |
| ---- | ----------------- | -------------- | ---------- |
| 1    | Stefano Martinoli | Italien        | 9:11,8     |
| 2    | Ferdinand Rabeder | Österreich     | 9:16,4     |
| 3    | Tony Fox          | Großbritannien | 9:31,6     |

### Halbfinale
Das Halbfinale wurde am 26. November ausgetragen. Die beiden schnellsten Athleten jedes Laufs qualifizierten sich für das Finale.

#### Halbfinale 1
| Rang | Athlet              | Nation      | Zeit (min) |
| ---- | ------------------- | ----------- | ---------- |
| 1    | Wjatscheslaw Iwanow | Sowjetunion | 9:02,7     |
| 2    | Teodor Kocerka      | Polen       | 9:05,7     |
| 3    | James Hill          | Neuseeland  | 9:12,5     |
| 4    | Klaus von Fersen    | Deutschland | 9:23,2     |

#### Halbfinale 2
| Rang | Athlet               | Nation             | Zeit (min) |
| ---- | -------------------- | ------------------ | ---------- |
| 1    | John B. Kelly junior | Vereinigte Staaten | 9:12,5     |
| 2    | Stuart MacKenzie     | Australien         | 9:19,5     |
| 3    | Perica Vlašić        | Jugoslawien        | 9:32,2     |
| 4    | Stefano Martinoli    | Italien            | 9:35,7     |

### Finale
Das Finale wurde am 27. November ausgetragen.
| Rang | Athlet               | Nation             | Zeit (min) |
| ---- | -------------------- | ------------------ | ---------- |
| 1    | Wjatscheslaw Iwanow  | Sowjetunion        | 8:02,5     |
| 2    | Stuart MacKenzie     | Australien         | 8:07,7     |
| 3    | John B. Kelly junior | Vereinigte Staaten | 8:11,8     |
| 4    | Teodor Kocerka       | Polen              | 8:12,9     |